# Тихоновский куб
Тихоновский куб — единичный куб в {\displaystyle m}-мерном пространстве, где {\displaystyle m} — произвольное кардинальное число, называемое весом куба (оно равно весу тихоновского куба как топологического пространства), то есть, {\displaystyle m}-кратное прямое произведение (с топологией произведения) единичного отрезка {\displaystyle \mathbb {I} =[0,1]} — {\displaystyle \mathbb {I} ^{m}}. Введён в общую топологию в 1929 году Андреем Николаевичем Тихоновым.
Если {\displaystyle m} — натуральное число, то тихоновский куб является единичным кубом в евклидовом пространстве; гильбертов кирпич — тихоновский куб счётного веса.
Тихоновский куб {\displaystyle \mathbb {I} ^{m}} — универсальное пространство для всех тихоновских пространств и компактных хаусдорфовых пространств веса не больше {\displaystyle m}. По теореме Тихонова тихоновский куб любого веса компактен. Если {\displaystyle n\leqslant m}, то куб {\displaystyle \mathbb {I} ^{n}} вкладывается в {\displaystyle \mathbb {I} ^{m}}. Число Суслина для любого тихоновского куба счётно, вне зависимости от его веса.